# Avolasca
Avolasca (piemontesisch Uraska) ist eine Gemeinde in der italienischen Provinz Alessandria (AL) der Region Piemont.

## Lage und Einwohner
Die Gemeinde Avolasca liegt 37 km südöstlich von der Provinzhauptstadt Alessandria auf einer Höhe von 451 m über dem Meeresspiegel. Das Gemeindegebiet umfasst eine Fläche von 12,29 km² und hat 253 (Stand 31. Dezember 2023) Einwohner. Zur Gemeinde zählen die Ortsteile (Fraktionen) Casa Borella, Costa Giuliana, Mereta, Montebello, Oliva, Pissine und Tassare. 
Die Nachbargemeinden sind Casasco, Castellania, Costa Vescovato, Garbagna, Montegioco und Montemarzino.

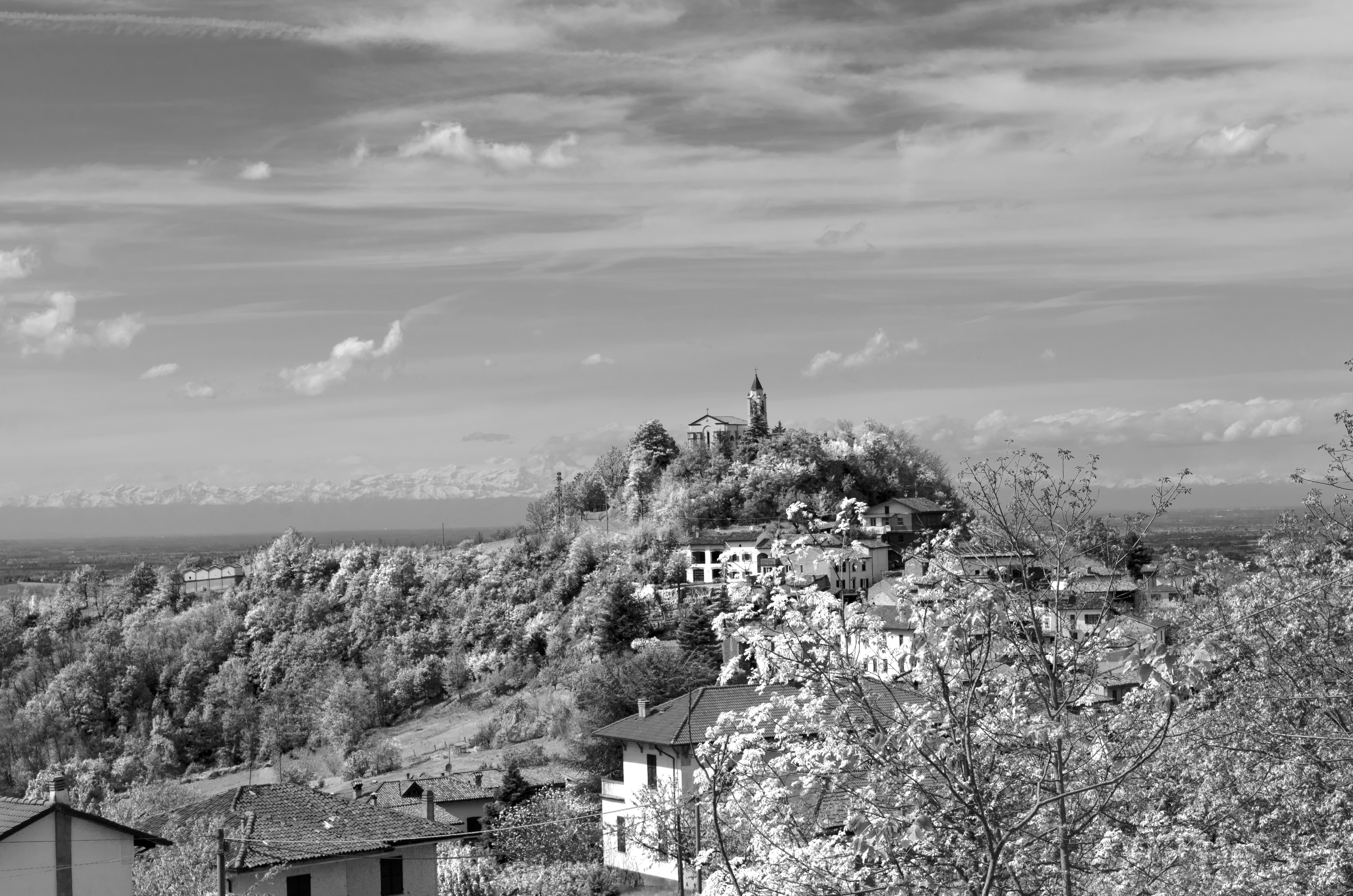
Panorama von Avolasca

## Geschichte

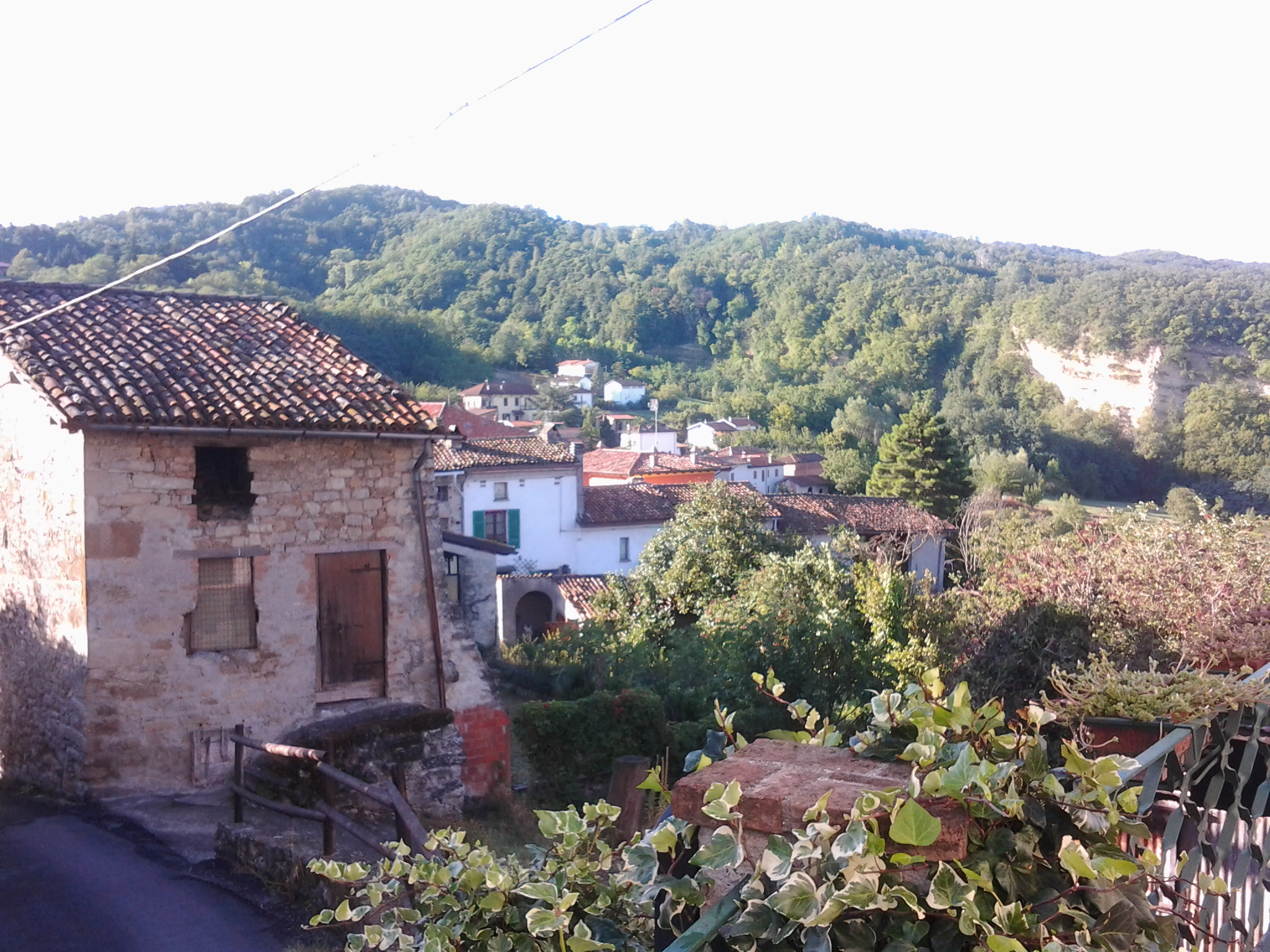
Avolasca

Der Ortsname scheint von „Aolasca“, „Aulasca“, „Olasca“ abgeleitet zu sein, umgewandelt in den Dialekt „uraska“, aber auch von „Agolasca“, „Agulasca“ und „Augolasca“. Die Etymologie findet sich im gallischen Nachnamen „Avolus“ in Kombination mit dem Suffix -ASCO ligurischen Ursprungs oder im lombardischen Vornamen „Audelahis“, von dem sich die Formen „Audelascus“ und „Audelassi“ ableiten würden. Eine Namensherkunft von AVILLIUS muss jedoch ausgeschlossen werden. 
Seine Ursprünge reichen bis ins Mittelalter zurück. Ursprünglich gehörte es dem Komitee und dem Episkopat der Gemeinde Tortona, geriet später jedoch in die feudale Herrschaft einiger genuesischer Familien, was seine spätere Beteiligung an den Ereignissen im Grue-Tal kennzeichnete. Im Jahr 1635 wurde seine völlige Unabhängigkeit bestätigt, als es eine von Palenzona getrennte autonome Pfarrei wurde.

## Sehenswürdigkeiten
- Die Pfarrkirche San Nicola, erleuchtet mit polychromen Lichtstrahlen, die auf den noch sichtbaren Fundamenten einer alten Burg errichtet wurde.
- Im Weiler Palenzona die Kirche der Heiligen Peter und Paul aus dem frühen 19. Jahrhundert, die auf einem Hügel in wunderschöner Panoramalage liegt
- Der „Tempel der Erinnerung“, eine Stele zum Gedenken an die Bersaglieri, die im Zweiten Weltkrieg gefallen sind.[3]